# 장종현
장종현(張種鉉, 1984년 3월 28일~)은 대한민국의 필드하키 선수로 포지션은 수비수이다. 성남시청 소속이며 페널티코너 전문 슈터를 맡고 있다.

## 학력
- 조선대학교 졸업

## 경력
- 2004년 하계 올림픽 남자 하키 국가대표
- 2006년 아시안 게임 남자 하키 국가대표
- 2008년 하계 올림픽 남자 하키 국가대표
- 2010년 아시안 게임 남자 하키 국가대표
- 2012년 하계 올림픽 남자 하키 국가대표
- 2014년 아시안 게임 남자 하키 국가대표

## 수상
- 2006년 아시안 게임 남자 하키 금메달
- 2007년 삼성챔피언스트로피 국제남자하키대회 득점왕
- 2012년 챔피온스 챌린지 남자하키선수권대회 준우승
- 2012년 챔피온스 챌린지 남자하키선수권대회 득점왕
- 2014년 아시안 게임 남자 하키 동메달